# Normal, Ohio
Normal, Ohio foi uma série de sitcom estado-unidense, cujo primeiro episódio foi veiculado na FOX em 2000. Estrelando John Goodman como William "Butch" Gamble, um gay retornando para sua cidade de origem. O elenco inclui Joely Fisher, Anita Gillette, Orson Bean, Mo Gaffney and Charles Rocket.
Goodman ganhou o People's Choice Award como melhor ator em novas séries de comédia, mas não foi um grande sucesso pela contagem da Nielsen ratings, acabando sendo cancelada a apenas poucos meses no ar.
A série mostra as divisões que expõe a visão da cultura norte-americana sobre a homossexualidade. Gamble é retratado como um trabalhador braçal comum com várias características da "masculinidade" americana, incluindo o gosto por futebol e cerveja. Como resultado disso, muitos canais da mídia gay aplaudiram a série por demonstrar um gay comum vivendo uma vida normal, enquanto a grande mídia rejeitou o papel de Goodman tachando-o de "irreal".
A credibilidade do papel de Goodman, de fato, depende significantemente da própria noção preconcebida de como um gay pode parecer ou agir. Na realidade, os gays que parecem e agem como o personagem de John Goodman são muitíssimos comuns do que se aparenta (veja Ursos), mas, para a grande mídia, a percepção da homossexualidade de tais homens são virtualmente invisíveis desde que estes não se enquadrem ao estereótipo comum atribuído aos gays. Contrariamente, Jack (Sean Hayes) em Will & Grace, claramente um personagem estereotipado, vem sendo tachado como um repreensível retrato  para alguns dos mesmos colunistas da mídia que elogiaram o papel de Goodman em Normal, Ohio.